# پائول ایپاته
پائول ایپاته (رومانیایی: Paul Ipate؛ ‏ تلفظ رومانیایی: [ˈpa.ul iˈpate]؛ زادهٔ ۱۷ مارس ۱۹۸۵) بازیگر اهل رومانی است.
از فیلم‌هایی که وی در آن‌ها نقش داشته‌است، می‌توان به پرتره یک مبارز در جوانی اشاره نمود.